# مانوئل لانزاروته
مانوئل لانزاروته (انگلیسی: Manuel Lanzarote؛ زادهٔ ۲۰ ژانویهٔ ۱۹۸۴) بازیکن فوتبال اهل اسپانیا است.
از باشگاه‌هایی که در آن بازی کرده‌است می‌توان به باشگاه فوتبال اسپانیول، باشگاه فوتبال دپورتیوو آلاوس، باشگاه فوتبال بارسلونا، باشگاه فوتبال بارسلونا سی، باشگاه فوتبال رئال ساراگوسا، باشگاه فوتبال رئال اویدو، باشگاه فوتبال سابادل، باشگاه فوتبال ایبار، باشگاه فوتبال آستراس تریپولی، باشگاه فوتبال بارسلونا بی، و باشگاه فوتبال اتلتیکو مادرید بی اشاره کرد.